# Chrysso trispinula
Chrysso trispinula är en spindelart som beskrevs av Zhu 1998. Chrysso trispinula ingår i släktet Chrysso och familjen klotspindlar. Inga underarter finns listade i Catalogue of Life.